# 亞病毒因子

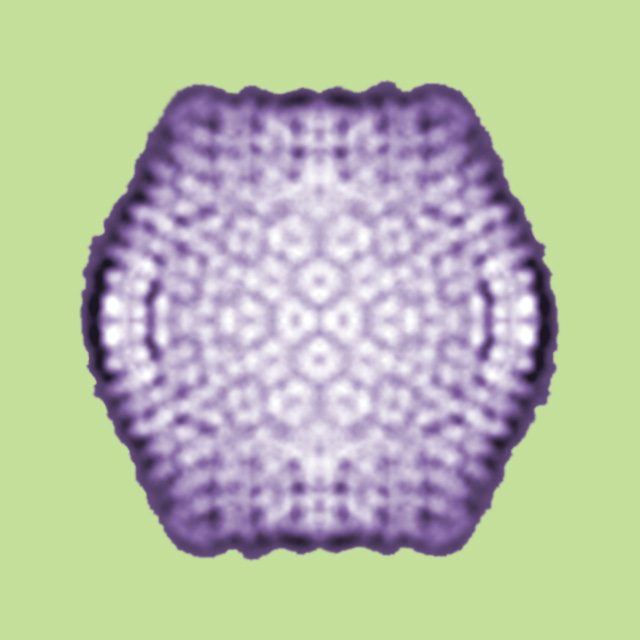
亞病毒因子

亞病毒因子（subviral agent）是不具備完整的複製機構的類似病毒的感染性生物因子，其尺寸小於病毒，且僅具病毒的部分特性；按ICTV 2015年分類，含類病毒（viroid）、衛星（satellite）、缺陷性干扰颗粒三類。
类病毒和噬病毒体（virophage）是衛星的一種，前者結構是單鏈環狀衛星RNA，後者則是雙鏈DNA。
缺陷性干扰颗粒（defective intefering particle）需要在辅助病毒（helper virus）的协助下才能进行正常的复制，也算是一种亞病毒因子。
朊毒體，是比病毒構造更簡單的生物因子，為僅由蛋白質構成的致病因子。它雖然不含核酸，但可自我複製且具有感染性。

## 外部連結
- 微生物免疫學-subvirus(亞病毒) （页面存档备份，存于）